# Kurt Ott
Kurt Ott, född 9 december 1912 i Zürich, död 19 april 2001 i Schlieren, var en schweizisk tävlingscyklist.
Ott blev olympisk silvermedaljör i laglinjeloppet vid sommarspelen 1936 i Berlin.